# Spielvereinigung Greuther Fürth 2005-2006
Questa voce raccoglie le informazioni riguardanti la Spielvereinigung Greuther Fürth nelle competizioni ufficiali della stagione 2005-2006.

## Stagione
Nella stagione 2005-2006 il Greuther Fürth, allenato da Benno Möhlmann, concluse il campionato di 2. Bundesliga al 5º posto. In Coppa di Germania il Greuther Fürth fu eliminato al primo turno dall'Osnabrück.

## Rosa
| N. |                      | Ruolo | Calciatore         |
| -- | -------------------- | ----- | ------------------ |
| 1  | Slovenia (bandiera)  | P     | Borut Mavrič       |
| 4  | Croazia (bandiera)   | D     | Andre Mijatović    |
| 5  | Germania (bandiera)  | D     | Thomas Kleine      |
| 6  | Turchia (bandiera)   | C     | Barbaros Barut     |
| 8  | Germania (bandiera)  | C     | Mathias Surmann    |
| 9  | Germania (bandiera)  | A     | Danny Fuchs        |
| 11 | Germania (bandiera)  | C     | Daniel Felgenhauer |
| 12 | Germania (bandiera)  | D     | Christian Weber    |
| 14 | Austria (bandiera)   | C     | Benjamin Fuchs     |
| 15 | Germania (bandiera)  | A     | Torsten Oehrl      |
| 16 | Germania (bandiera)  | C     | Juri Judt          |
| 17 | Filippine (bandiera) | C     | Stephan Schröck    |

| N. |                                 | Ruolo | Calciatore       |
| -- | ------------------------------- | ----- | ---------------- |
| 18 | Germania (bandiera)             | A     | Christian Eigler |
| 19 | Germania (bandiera)             | C     | Roberto Hilbert  |
| 20 | Slovenia (bandiera)             | D     | Aleš Kokot       |
| 21 | Svizzera (bandiera)             | D     | Frédéric Page    |
| 22 | Germania (bandiera)             | P     | Sven Neuhaus     |
| 23 | Germania (bandiera)             | A     | Christian Timm   |
| 24 | Rep. Ceca (bandiera)            | D     | Josef Laštovka   |
| 25 | Germania (bandiera)             | C     | Daniel Adlung    |
| 26 | Germania (bandiera)             | D     | Michael Krämer   |
| 27 | Bosnia ed Erzegovina (bandiera) | P     | Jasmin Fejzić    |
| 28 | Danimarca (bandiera)            | C     | Hans Andreasen   |
| 32 | Germania (bandiera)             | D     | Timo Achenbach   |

## Organigramma societario
Area tecnica
- Allenatore: Benno Möhlmann
- Allenatore in seconda: Werner Dreßel
- Preparatore dei portieri: Günther Reichold
- Preparatori atletici:

## Calciomercato

### Sessione estiva
| Acquisti | Acquisti             | Acquisti                  | Acquisti |
| R.       | Nome                 | da                        | Modalità |
| -------- | -------------------- | ------------------------- | -------- |
| C        | Hans Andreasen       | Esbjerg                   |          |
| D        | Timo Achenbach       | Colonia                   |          |
| C        | Daniel Adlung        | Greuther Fürth (juniores) |          |
| C        | Barbaros Barut       | Unterhaching              |          |
| A        | Tomislav Erceg       | Rijeka                    |          |
| P        | Jasmin Fejzić        | Kickers Stoccarda         |          |
| C        | Daniel Felgenhauer   | LR Ahlen                  |          |
| C        | Juri Judt            | Greuther Fürth (juniores) |          |
| D        | Aleš Kokot           | Gorica                    |          |
| A        | George Koumantarakis | Rot-Weiß Erfurt           |          |
| D        | Josef Laštovka       | Jablonec                  |          |
| D        | Andre Mijatović      | Dinamo Zagabria           |          |
| A        | Torsten Oehrl        | Greuther Fürth (juniores) |          |
| D        | Michael Rundio       | Siegen                    |          |
| C        | Florian Sturm        | Rapid Vienna              |          |

| Cessioni | Cessioni           | Cessioni             | Cessioni |
| R.       | Nome               | da                   | Modalità |
| -------- | ------------------ | -------------------- | -------- |
| A        | Marcus Feinbier    | Fortuna Düsseldorf   |          |
| C        | Jörg Albertz       | Fortuna Düsseldorf   |          |
| D        | Carsten Birk       | Elversberg           |          |
| C        | Thorsten Burkhardt | Wacker Burghausen    |          |
| C        | Olivier Caillas    | Grenoble             |          |
| D        | Dario Dabac        | Ried                 |          |
| P        | Stephan Essig      | Rot-Weiß Erfurt      |          |
| C        | Florian Heller     | Erzgebirge Aue       |          |
| C        | Markus Karl        | Amburgo              |          |
| A        | Sascha Rösler      | Alemannia Aquisgrana |          |
| A        | Petr Ruman         | Magonza              |          |
| D        | Heiko Westermann   | Arminia Bielefeld    |          |

### Sessione invernale
| Acquisti | Acquisti | Acquisti | Acquisti |
| R.       | Nome     | da       | Modalità |
| -------- | -------- | -------- | -------- |

| Cessioni | Cessioni       | Cessioni         | Cessioni |
| R.       | Nome           | da               | Modalità |
| -------- | -------------- | ---------------- | -------- |
| D        | Michael Rundio | Hoffenheim       |          |
| A        | Tomislav Erceg | Hajduk Spalato   |          |
| C        | Florian Sturm  | Wacker Innsbruck |          |
| D        | Tomáš Votava   | Dinamo Dresda    |          |

## Risultati

### 2. Bundesliga

#### Girone di andata
| Arbitro: | Fandel |

|                                    |           |                      |
| Erceg 4’ Timm 85’ Barut 90’ (rig.) | Marcatori | 77’ (rig.) Brinkmann |

| Arbitro: | Kempter |

|                       |           |           |
| Türker 31’ Sieger 76’ | Marcatori | 81’ Erceg |

| Arbitro: | Kircher |

|                           |           |                          |
| Timm 43’ Barut 87’ (rig.) | Marcatori | 19’ Hoffmann 69’ Schäfer |

| Arbitro: | Lupp |

|                         |           |  |
| Fuchs 12’, 85’ Kuru 65’ | Marcatori |  |

| Arbitro: | Welz |

|           |           |                       |
| Fuchs 20’ | Marcatori | 14’, 67’ Edu 45’ Hout |

| Arbitro: | Rafati |

|              |           |                      |
| Dragusha 44’ | Marcatori | 60’ Eigler 78’ Fuchs |

| Arbitro: | Stachowiak |

|            |           |  |
| Eigler 37’ | Marcatori |  |

| Arbitro: | Dingert |

|  |           |            |
|  | Marcatori | 27’ Eigler |

| Arbitro: | Schriever |

|                                                                        |           |                           |
| Herzig 35’ (aut.) Timm 37’ Eigler 38’ Hilbert 41’, 69’ Felgenhauer 54’ | Marcatori | 32’ Bogavac 43’ Burkhardt |

| Arbitro: | Schempershauwe |

|             |           |            |
| Günther 52’ | Marcatori | 39’ Eigler |

| Arbitro: | Walz |

|                                |           |              |
| Eigler 4’, 86’ Felgenhauer 52’ | Marcatori | 72’ Kapllani |

| Arbitro: | Gräfe |

|                                                   |           |           |
| Ghigani 46’ Teinert 53’ Lechleiter 63’ Thomik 76’ | Marcatori | 86’ Fuchs |

| Fürth 20 novembre 2005, ore 15:00 CET 13ª giornata | Greuther Fürth | 0 – 0 referto | Saarbrücken | Playmobil-Stadion (5 600 spett.)\| Arbitro: \| Frank \| |
| Arbitro:                                           | Frank          |               |             |                                                         |

| Arbitro: | Weiner |

|          |           |                          |
| Radu 45’ | Marcatori | 31’ Andreasen 70’ Eigler |

| Arbitro: | Seemann |

|                     |           |  |
| Timm 52’ Eigler 78’ | Marcatori |  |

| Arbitro: | Henschel |

|                          |           |                      |
| von Walsleben-Schied 57’ | Marcatori | 45’ Fuchs 63’ Eigler |

| Arbitro: | Fischer |

|           |           |                             |
| Fuchs 49’ | Marcatori | 34’ Kruppke 40’ (rig.) Aogo |

#### Girone di ritorno
| Arbitro: | Anklam |

|                          |           |  |
| Andreasen 13’ Eigler 33’ | Marcatori |  |

| Arbitro: | Meyer |

|                       |           |                    |
| Meyer 10’ Lehmann 15’ | Marcatori | 35’, 81’ Andreasen |

| Arbitro: | Grudzinski |

|  |           |          |
|  | Marcatori | 62’ Bick |

| Arbitro: | Kempter |

|               |           |          |
| Misimović 44’ | Marcatori | 59’ Timm |

| Arbitro: | Lupp |

|           |           |            |
| Kokot 74’ | Marcatori | 62’ Müller |

| Arbitro: | Gagelmann |

|            |           |                       |
| Cagara 63’ | Marcatori | 9’, 89’ (rig.) Eigler |

| Fürth 14 marzo 2006, ore 18:00 CET 25ª giornata | Greuther Fürth | 0 – 0 referto | Alemannia Aquisgrana | Playmobil-Stadion (6 900 spett.)\| Arbitro: \| Wagner \| |
| Arbitro:                                        | Wagner         |               |                      |                                                          |

| Arbitro: | Rafati |

|                     |           |                          |
| Nagy 19’ Herzig 72’ | Marcatori | 16’ Eigler 51’ Mijatović |

| Arbitro: | Schmidt |

|              |           |                                     |
| Lintjens 40’ | Marcatori | 17’ Kleine 64’ Andreasen 86’ Eigler |

| Arbitro: | Stachowiak |

|            |           |                          |
| Eigler 82’ | Marcatori | 2’ Lenze 8’, 27’ Siradze |

| Arbitro: | Seemann |

|                         |           |         |
| Carnell 17’ Kaufman 90’ | Marcatori | 6’ Timm |

| Arbitro: | Kuhl |

|                       |           |  |
| Eigler 6’ Hilbert 36’ | Marcatori |  |

| Arbitro: | Walz |

|           |           |  |
| Jäger 32’ | Marcatori |  |

| Arbitro: | Weiner |

|               |           |                      |
| Mijatović 31’ | Marcatori | 86’ (rig.) Berhalter |

| Arbitro: | Anklam |

|                  |           |                |
| Bamba 39’ (rig.) | Marcatori | 43’, 75’ Fuchs |

| Arbitro: | Fischer |

|                          |           |  |
| Mijatović 11’ Eigler 40’ | Marcatori |  |

| Arbitro: | Kinhöfer |

|           |           |  |
| Antar 20’ | Marcatori |  |

### Coppa di Germania
| Arbitro: | Grudzinski |

|                                                                          |                       |                                                                           |
| Feldhoff 51’ de Jong 83’                                                 | Marcatori             | 45’ Timm 82’ Feinbier                                                     |
| Kügler Joppe Schäfer Enochs Feldhoff Koch de Jong Menga Ewertz Flottmann | Tiri di rigore 10 – 9 | Barut Mijatović Timm Kleine Eigler Kokot Achenbach Hilbert Feinbier Weber |

## Statistiche

### Statistiche di squadra
| Competizione      | Punti | In casa | In casa | In casa | In casa | In casa | In casa | In trasferta | In trasferta | In trasferta | In trasferta | In trasferta | In trasferta | Totale | Totale | Totale | Totale | Totale | Totale | DR |
| Competizione      | Punti | G       | V       | N       | P       | Gf      | Gs      | G            | V            | N            | P            | Gf           | Gs           | G      | V      | N      | P      | Gf     | Gs     | DR |
| ----------------- | ----- | ------- | ------- | ------- | ------- | ------- | ------- | ------------ | ------------ | ------------ | ------------ | ------------ | ------------ | ------ | ------ | ------ | ------ | ------ | ------ | -- |
| 2. Bundesliga     | 54    | 17      | 8       | 5       | 4       | 28      | 17      | 17           | 7            | 4            | 6            | 23           | 25           | 34     | 15     | 9      | 10     | 51     | 42     | +9 |
| Coppa di Germania | -     | 0       | 0       | 0       | 0       | 0       | 0       | 1            | 0            | 1            | 0            | 2            | 2            | 1      | 0      | 1      | 0      | 2      | 2      | 0  |
| Totale            | 54    | 17      | 8       | 5       | 4       | 28      | 17      | 18           | 7            | 5            | 6            | 25           | 27           | 35     | 15     | 10     | 10     | 53     | 44     | +9 |

### Andamento in campionato
| Giornata  | 1 | 2 | 3  | 4  | 5  | 6  | 7  | 8 | 9 | 10 | 11 | 12 | 13 | 14 | 15 | 16 | 17 | 18 | 19 | 20 | 21 | 22 | 23 | 24 | 25 | 26 | 27 | 28 | 29 | 30 | 31 | 32 | 33 | 34 |
| --------- | - | - | -- | -- | -- | -- | -- | - | - | -- | -- | -- | -- | -- | -- | -- | -- | -- | -- | -- | -- | -- | -- | -- | -- | -- | -- | -- | -- | -- | -- | -- | -- | -- |
| Luogo     | C | T | C  | T  | C  | T  | C  | T | C | T  | C  | T  | C  | T  | C  | T  | C  | C  | T  | C  | T  | C  | T  | C  | T  | T  | C  | T  | C  | T  | C  | T  | C  | T  |
| Risultato | V | P | N  | P  | P  | V  | V  | V | V | N  | V  | P  | N  | V  | V  | V  | P  | V  | N  | P  | N  | N  | V  | N  | N  | V  | P  | P  | V  | P  | N  | V  | V  | P  |
| Posizione | 3 | 8 | 10 | 14 | 15 | 13 | 11 | 8 | 5 | 6  | 4  | 7  | 8  | 7  | 2  | 1  | 3  | 3  | 2  | 3  | 3  | 3  | 4  | 3  | 3  | 4  | 4  | 5  | 4  | 4  | 4  | 4  | 4  | 5  |

Legenda:

Luogo: C = Casa; T = Trasferta. Risultato: V = Vittoria; N = Pareggio; P = Sconfitta.

### Statistiche dei giocatori
| Giocatore      | 2. Bundesliga | 2. Bundesliga | 2. Bundesliga | 2. Bundesliga | Coppa di Germania | Coppa di Germania | Coppa di Germania | Coppa di Germania | Totale   | Totale | Totale      | Totale     |
| Giocatore      | Presenze      | Reti          | Ammonizioni   | Espulsioni    | Presenze          | Reti              | Ammonizioni       | Espulsioni        | Presenze | Reti   | Ammonizioni | Espulsioni |
| -------------- | ------------- | ------------- | ------------- | ------------- | ----------------- | ----------------- | ----------------- | ----------------- | -------- | ------ | ----------- | ---------- |
| T. Achenbach   | 11            | 0             | 3             | 0             | 1                 | 0                 | 0                 | 0                 | 12       | 0      | 3           | 0          |
| D. Adlung      | 17            | 0             | 0             | 0             | 0                 | 0                 | 0                 | 0                 | 17       | 0      | 0           | 0          |
| H. Andreasen   | 24            | 5             | 1             | 0             | 0                 | 0                 | 0                 | 0                 | 24       | 5      | 1           | 0          |
| B. Barut       | 20            | 2             | 5             | 0             | 1                 | 0                 | 0                 | 0                 | 21       | 2      | 5           | 0          |
| C. Eigler      | 33            | 18            | 1             | 0             | 1                 | 0                 | 0                 | 0                 | 34       | 18     | 1           | 0          |
| T. Erceg       | 9             | 2             | 0             | 0             | 1                 | 0                 | 0                 | 0                 | 10       | 2      | 0           | 0          |
| M. Feinbier    | 3             | 0             | 0             | 0             | 1                 | 1                 | 1                 | 0                 | 4        | 1      | 1           | 0          |
| J. Fejzić      | 0             | 0             | 0             | 0             | 0                 | 0                 | 0                 | 0                 | 0        | 0      | 0           | 0          |
| D. Felgenhauer | 24            | 2             | 0             | 0             | 1                 | 0                 | 0                 | 0                 | 25       | 2      | 0           | 0          |
| B. Fuchs       | 9             | 0             | 1             | 0             | 0                 | 0                 | 0                 | 0                 | 9        | 0      | 1           | 0          |
| D. Fuchs       | 28            | 7             | 3             | 1             | 0                 | 0                 | 0                 | 0                 | 28       | 7      | 3           | 1          |
| R. Hilbert     | 34            | 3             | 4             | 0             | 1                 | 0                 | 0                 | 0                 | 35       | 3      | 4           | 0          |
| J. Judt        | 26            | 0             | 2             | 0             | 0                 | 0                 | 0                 | 0                 | 26       | 0      | 2           | 0          |
| T. Kleine      | 34            | 1             | 4             | 0             | 1                 | 0                 | 0                 | 0                 | 35       | 1      | 4           | 0          |
| A. Kokot       | 31            | 1             | 3             | 0             | 1                 | 0                 | 0                 | 0                 | 32       | 1      | 3           | 0          |
| M. Krämer      | 0             | 0             | 0             | 0             | 0                 | 0                 | 0                 | 0                 | 0        | 0      | 0           | 0          |
| J. Laštovka    | 3             | 0             | 0             | 0             | 0                 | 0                 | 0                 | 0                 | 3        | 0      | 0           | 0          |
| B. Mavrič      | 31            | 0             | 0             | 0             | 1                 | 0                 | 0                 | 0                 | 32       | 0      | 0           | 0          |
| A. Mijatović   | 30            | 3             | 3             | 1             | 1                 | 0                 | 1                 | 0                 | 31       | 3      | 4           | 1          |
| S. Neuhaus     | 5             | 0             | 0             | 0             | 0                 | 0                 | 0                 | 0                 | 5        | 0      | 0           | 0          |
| T. Oehrl       | 5             | 0             | 0             | 0             | 0                 | 0                 | 0                 | 0                 | 5        | 0      | 0           | 0          |
| F. Page        | 12            | 0             | 1             | 0             | 0                 | 0                 | 0                 | 0                 | 12       | 0      | 1           | 0          |
| S. Schröck     | 16            | 0             | 2             | 0             | 1                 | 0                 | 0                 | 0                 | 17       | 0      | 2           | 0          |
| F. Sturm       | 2             | 0             | 1             | 0             | 0                 | 0                 | 0                 | 0                 | 2        | 0      | 1           | 0          |
| M. Surmann     | 0             | 0             | 0             | 0             | 0                 | 0                 | 0                 | 0                 | 0        | 0      | 0           | 0          |
| C. Timm        | 30            | 6             | 6             | 0             | 1                 | 1                 | 0                 | 0                 | 31       | 7      | 6           | 0          |
| C. Weber       | 28            | 0             | 7             | 0             | 1                 | 0                 | 1                 | 0                 | 29       | 0      | 8           | 0          |